# Puchar Spenglera 2013
87. edycja Pucharu Spenglera została rozegrana w dniach 26–31 grudnia 2013. Po raz czwarty w turnieju wzięło udział sześć zespołów. Mecze były rozgrywane w hali Vaillant Arena w Davos.
Do turnieju oprócz drużyny gospodarzy HC Davos oraz tradycyjnie uczestniczącego Teamu Canada zaproszono cztery drużyny: Rochester Americans, CSKA Moskwa, HC Vítkovice oraz Servette Genewa. Po zwiększeniu turnieju do sześciu drużyn rozgrywki podzielono na dwie grupy. Pierwsza nazwana została na cześć Richarda Torrianiego dwukrotnego brązowego medalistę igrzysk olimpijskich w hokeju na lodzie z 1928 i 1948 oraz srebrnego medalistę mistrzostw świata w saneczkarstwie w jedynkach mężczyzn z 1957 roku. Wszystkie te medale zdobył w Davos. Druga grupa została nazwana na część Hansa Cattini oraz Ferdinanda Cattini. Cała trójka grała w przeszłości w zespole HC Davos.
Z racji podziału na grupy po rozegraniu meczów fazy grupowej odbyły się dwa spotkania o awans do półfinałów turnieju. Zwycięzcy półfinałów rozegrali finałowe spotkanie w samo południe 31 grudnia 2011 roku.
Obrońcami tytułu była drużyna Teamu Canada, która w finale poprzedniej edycji pokonała HC Davos.
Wzorem lat ubiegłych, w niektórych drużynach wystąpili zawodnicy wypożyczeni z innych klubów jedynie na czas turnieju (np. Nicklas Danielsson, Markus Nordlund). Podczas turnieju pierwsze oficjalne mecze od przerwania kariery w połowie 2012 rozegrał Siergiej Fiodorow.

## Faza grupowa
Grupa Torriani
| 26 grudnia 2013 | Servette Genewa | 5:0 | Rochester Americans | Vaillant Arena |

| Szczegóły      | Szczegóły | Szczegóły       | Szczegóły | Szczegóły                                                                     |
| -------------- | --- | --------------- | --------- | ----------------------------------------------------------------------------- |
| Godzina: 15:00 | K. Daugaviņš (SH) 11:41 G. Stafford (PP) 38:40 M. Lombardi (EQ) 45:11 J. Šimek (EQ) 46:46 C. Almond (EQ) 56:52 | (1:0, 1:0, 3:0) |           | Widzów: 5865 Sędzia główny: Konstantin Olenin Sędziowie liniowi: Brent Reiber |
| Godzina: 15:00 | 33 min. |                 | 60 min.   | Widzów: 5865 Sędzia główny: Konstantin Olenin Sędziowie liniowi: Brent Reiber |

| 27 grudnia 2013 | CSKA Moskwa | 4:3 | Rochester Americans | Vaillant Arena |

| Szczegóły      | Szczegóły                                                                                          | Szczegóły       | Szczegóły                                                  | Szczegóły                                                                 |
| -------------- | -------------------------------------------------------------------------------------------------- | --------------- | ---------------------------------------------------------- | ------------------------------------------------------------------------- |
| Godzina: 15:00 | I. Grigorienko (PP) 15:02 A. Radułow (EQ) 23:32 N. Prochorkin (PP) 48:46 I. Grigorienko (EQ) 54:52 | (1:1, 1:1, 2:1) | 19:54 (EQ) P. Varone 20:28 (EQ) L. Adam 59:59 (EQ) L. Adam | Widzów: 6303 Sędzia główny: Steve Patafie Sędziowie liniowi: Brent Reiber |
| Godzina: 15:00 | 4 min. kar                                                                                         |                 | 10 min. kar                                                | Widzów: 6303 Sędzia główny: Steve Patafie Sędziowie liniowi: Brent Reiber |

| 28 grudnia 2013 | Servette Genewa | 4:3 pd. | CSKA Moskwa | Vaillant Arena |

| Szczegóły      | Szczegóły                                                                                      | Szczegóły            | Szczegóły                                                         | Szczegóły                                                                 |
| -------------- | ---------------------------------------------------------------------------------------------- | -------------------- | ----------------------------------------------------------------- | ------------------------------------------------------------------------- |
| Godzina: 15:00 | D. Hollenstein (EQ) 08:06 K. Daugaviņš (EQ) 34:03 A. Picard (EQ) 56:37 K. Daugaviņš (EQ) 61:53 | (1:1, 1:2, 1:0, 1:0) | 02:15 (EQ) A. Frołow 27:38 (EQ) A. Radułow 30:57 (PP) S. Fiodorow | Widzów: 6303 Sędzia główny: Danny Kurmann Sędziowie liniowi: Brent Reiber |
| Godzina: 15:00 | 8 min. kar                                                                                     |                      | 6 min. kar                                                        | Widzów: 6303 Sędzia główny: Danny Kurmann Sędziowie liniowi: Brent Reiber |

| Lp. | Zespół              | M | Pkt | Z | WpD | PpD | P | G+ | G- | +/− |
| --- | ------------------- | - | --- | - | --- | --- | - | -- | -- | --- |
| 1   | Servette Genewa     | 2 | 5   | 1 | 1   | 0   | 0 | 9  | 3  | +6  |
| 2   | CSKA Moskwa         | 2 | 4   | 1 | 0   | 1   | 0 | 7  | 7  | 0   |
| 3   | Rochester Americans | 2 | 0   | 0 | 0   | 0   | 2 | 3  | 9  | –6  |

    = awans do półfinału,     = udział w ćwierćfinale
Grupa Cattini
| 26 grudnia 2013 | Team Canada | 5:4 | HC Vítkovice | Vaillant Arena |

| Szczegóły      | Szczegóły | Szczegóły       | Szczegóły                                                                            | Szczegóły                                                                 |
| -------------- | --- | --------------- | ------------------------------------------------------------------------------------ | ------------------------------------------------------------------------- |
| Godzina: 20:15 | A. Bolduc (EQ) 02:33 G. Metropolit (EQ) 09:46 M. Dupont (PP) 33:38 B. Ritchie (EQ) 47:58 D. Walser (EQ) 53:49 | (2:2, 1:2, 2:0) | 04:20 (EQ) L. Kucsera 17:05 (PP) R. Stehlík 31:26 (EQ) R. Huna 33:49 (EQ) P. Húževka | Widzów: 6076 Sędzia główny: Danny Kurmann Sędziowie liniowi: Didier Massy |
| Godzina: 20:15 | 12 min. kar                                                                                                   |                 | 26 min. kar                                                                          | Widzów: 6076 Sędzia główny: Danny Kurmann Sędziowie liniowi: Didier Massy |

| 27 grudnia 2013 | HC Davos | 5:1 | HC Vítkovice | Vaillant Arena |

| Szczegóły      | Szczegóły | Szczegóły       | Szczegóły            | Szczegóły                                                                     |
| -------------- | --- | --------------- | -------------------- | ----------------------------------------------------------------------------- |
| Godzina: 20:15 | B. Forster (EQ) 02:51 D. Wieser (EQ) 03:12 R. Grossmann (EQ) 22:43 G. Hofmann (PP) 26:04 V. Koistinen (PP) 43:36 | (2:0, 2:0, 1:1) | 44:14 (EQ) R. Szturc | Widzów: 6303 Sędzia główny: Didier Massy Sędziowie liniowi: Konstantin Olenin |
| Godzina: 20:15 | 6 min. kar |                 | 12 min. kar          | Widzów: 6303 Sędzia główny: Didier Massy Sędziowie liniowi: Konstantin Olenin |

| 28 grudnia 2013 | Team Canada | 2:3 | HC Davos | Vaillant Arena |

| Godzina: 20:15 | D. Haydar (EQ) 44:45 M. Noreau (PP) 58:04 | (0:0, 0:2, 2:1) | 27:19 (EQ) M. Paulsson 31:47 (EQ) P. Guggisberg 57:01 (PP) A. Ambühl | Widzów: 6303 Sędzia główny: Steve Patafie Sędziowie liniowi: Konstantin Olenin |

| Lp. | Zespół       | M | Pkt | Z | WpD | PpD | P | G+ | G- | +/− |
| --- | ------------ | - | --- | - | --- | --- | - | -- | -- | --- |
| 1   | HC Davos     | 2 | 6   | 2 | 0   | 0   | 0 | 8  | 3  | +5  |
| 2   | Team Canada  | 2 | 3   | 1 | 0   | 0   | 1 | 7  | 7  | 0   |
| 3   | HC Vítkovice | 2 | 0   | 0 | 0   | 0   | 2 | 5  | 10 | –5  |

    = awans do półfinału,     = udział w ćwierćfinale

## Faza pucharowa
|  |                     |                     |              |                 |                 |                 |                 |           |             |             |       |       |       |
|  | Ćwierćfinały        | Ćwierćfinały        | Ćwierćfinały |                 |                 | Półfinały       | Półfinały       | Półfinały |             |             | Finał | Finał | Finał |
|  | Ćwierćfinały        | Ćwierćfinały        | Ćwierćfinały |                 |                 | Półfinały       | Półfinały       | Półfinały |             |             | Finał | Finał | Finał |
|  |                     |                     |              |                 |                 |                 |                 |           |             |             |       |       |       |
|  |                     |                     |              |                 |                 |                 |                 |           |             |             |       |       |       |
|  |                     |                     |              | HC Davos        | HC Davos        | 4               |                 |           |             |             |       |       |       |
|  |                     |                     |              | HC Davos        | HC Davos        | 4               |                 |           |             |             |       |       |       |
|  | CSKA Moskwa         | CSKA Moskwa         | 3            |                 |                 | CSKA Moskwa     | CSKA Moskwa     | 5         |             |             |       |       |       |
|  | CSKA Moskwa         | CSKA Moskwa         | 3            |                 |                 | CSKA Moskwa     | CSKA Moskwa     | 5         |             |             |       |       |       |
|  | HC Vítkovice        | HC Vítkovice        | 2            |                 |                 |                 |                 |           | CSKA Moskwa | CSKA Moskwa | 3     |       |       |
|  | HC Vítkovice        | HC Vítkovice        | 2            |                 |                 |                 |                 |           | CSKA Moskwa | CSKA Moskwa | 3     |       |       |
|  |                     |                     |              |                 |                 | Servette Genewa | Servette Genewa | 5         |             |             |       |       |       |
|  |                     |                     |              |                 |                 | Servette Genewa | Servette Genewa | 5         |             |             |       |       |       |
|  |                     |                     |              | Servette Genewa | Servette Genewa | 6               |                 |           |             |             |       |       |       |
|  |                     |                     |              | Servette Genewa | Servette Genewa | 6               |                 |           |             |             |       |       |       |
|  | Team Canada         | Team Canada         | 6            |                 |                 | Team Canada     | Team Canada     | 5         |             |             |       |       |       |
|  | Team Canada         | Team Canada         | 6            |                 |                 | Team Canada     | Team Canada     | 5         |             |             |       |       |       |
|  | Rochester Americans | Rochester Americans | 3            |                 |                 |                 |                 |           |             |             |       |       |       |
|  | Rochester Americans | Rochester Americans | 3            |                 |                 |                 |                 |           |             |             |       |       |       |

Ćwierćfinały
| 29 grudnia 2013 | CSKA Moskwa | 3:2 pd. | HC Vítkovice | Vaillant Arena |

| Szczegóły      | Szczegóły                                                        | Szczegóły            | Szczegóły                                   | Szczegóły                                                                 |
| -------------- | ---------------------------------------------------------------- | -------------------- | ------------------------------------------- | ------------------------------------------------------------------------- |
| Godzina: 15:00 | R. Zajnullin (EQ) 29:45 W. Żarkow (PP) 39:51 J. Ryłow (EQ) 60:46 | (0:0, 2:2, 0:0, 1:0) | 24:36 (EQ) R. Stehlík 25:06 (EQ) V. Svačina | Widzów: 6303 Sędzia główny: Didier Massy Sędziowie liniowi: Steve Patafie |
| Godzina: 15:00 | 10 min. kar                                                      |                      | 10 min. kar                                 | Widzów: 6303 Sędzia główny: Didier Massy Sędziowie liniowi: Steve Patafie |

| 29 grudnia 2013 | Team Canada | 6:3 | Rochester Americans | Vaillant Arena |

| Szczegóły      | Szczegóły | Szczegóły       | Szczegóły                                                           | Szczegóły                                                                      |
| -------------- | --- | --------------- | ------------------------------------------------------------------- | ------------------------------------------------------------------------------ |
| Godzina: 20:15 | B. Ritchie (EQ) 07:31 J. Micflikier (PP) 15:05 J. Micflikier (PP) 18:41 D. Walser (EQ) 26:06 B. Ritchie (PP) 50:05 A. Giroux (EN) 59:17 | (3:0, 1:3, 2:0) | 21:55 (EQ) A. Hutchings 26:56 (EQ) D. Catenacci 33:11 (PP) J. Armia | Widzów: 6303 Sędzia główny: Danny Kurmann Sędziowie liniowi: Konstantin Olenin |
| Godzina: 20:15 | 10 min. kar |                 | 10 min. kar                                                         | Widzów: 6303 Sędzia główny: Danny Kurmann Sędziowie liniowi: Konstantin Olenin |

Półfinały
| 30 grudnia 2013 | HC Davos | 4:5 pk. | CSKA Moskwa | Vaillant Arena |

| Szczegóły      | Szczegóły                                                                                | Szczegóły                 | Szczegóły | Szczegóły                                                                |
| -------------- | ---------------------------------------------------------------------------------------- | ------------------------- | --- | ------------------------------------------------------------------------ |
| Godzina: 15:00 | E. Corvi (EQ) 03:28 N. Danielsson (EQ) 15:42 V. Koistinen (EQ) 34:11 P. Sejna (PP) 57:25 | (2:1, 1:3, 1:0, 0:0, 0:1) | 07:12 (EQ) I. Filppula 20:19 (PP) A. Radułow 29:44 (EQ) A. Radułow 38:09 (EQ) W. Żarkow 65:00 (SO) A. Frołow | Widzów: 6303 Sędzia główny: Didier Massy Sędziowie liniowi: Brent Reiber |
| Godzina: 15:00 | 6 min. kar                                                                               |                           | 10 min. kar                                                                                                  | Widzów: 6303 Sędzia główny: Didier Massy Sędziowie liniowi: Brent Reiber |

| 30 grudnia 2013 | Servette Genewa | 6:5 | Team Canada | Vaillant Arena |

| Szczegóły      | Szczegóły | Szczegóły       | Szczegóły | Szczegóły                                                                  |
| -------------- | --- | --------------- | --- | -------------------------------------------------------------------------- |
| Godzina: 20:15 | M. Lombardi (SH) 02:46 D. Hollenstein (PP) 15:22 I. Pestoni (EQ) 23:07 A. Jacquemet (EQ) 28:13 M. Lombardi (EQ) 43:05 D. Vukovic (EQ) 50:06 | (2:0, 2:2, 2:3) | 24:29 (EQ) A.Giroux 37:15 (PP) T. Roche 39:22 (EQ) J. Micflikier 56:40 (PP) D. Haydar 58:18 (PP) J. Williams | Widzów: 6303 Sędzia główny: Danny Kurmann Sędziowie liniowi: Steve Patafie |
| Godzina: 20:15 | 12 min. kar |                 | 6 min. kar                                                                                                   | Widzów: 6303 Sędzia główny: Danny Kurmann Sędziowie liniowi: Steve Patafie |

Finał
| 31 grudnia 2013 | CSKA Moskwa | 3:5 | Servette Genewa | Vaillant Arena |

| Szczegóły      | Szczegóły                                                       | Szczegóły       | Szczegóły | Szczegóły                                                                 |
| -------------- | --------------------------------------------------------------- | --------------- | --- | ------------------------------------------------------------------------- |
| Godzina: 12:00 | O. Saprykin (EQ) 39:00 A. Frołow(EQ) 41:15 N. Zajcew (EQ) 56:31 | (0:2, 1:2, 2:1) | 07:00 (PP) J. Šimek 10:24 (EQ) D. Hollenstein 23:48 (EQ) L. Petrell 36:21 (EQ) K. Romy 59:00 (EN) K. Daugaviņš | Widzów: 6303 Sędzia główny: Didier Massy Sędziowie liniowi: Steve Patafie |
| Godzina: 12:00 | 30 min. kar                                                     |                 | 10 min. kar | Widzów: 6303 Sędzia główny: Didier Massy Sędziowie liniowi: Steve Patafie |

## Klasyfikacje indywidualne
- Klasyfikacja strzelców:  Matthew Lombardi (Servette Genewa),  Aleksandr Radułow (CSKA Moskwa) – 4 gole
- Klasyfikacja asystentów:  Matthew Lombardi,  Kaspars Daugaviņš (obaj Servette Genewa), – 4 asysty
- Klasyfikacja kanadyjska:  Matthew Lombardi (Servette Genewa) – 8 punktów

## Skład Gwiazd turnieju
Po zakończeniu turnieju został wybrany skład gwiazd, skupiający najlepszą szóstkę zawodników na indywidualnych pozycjach.
- Bramkarz.  Tobias Stephan (Servette Genewa)
- Lewy obrońca:  Ville Koistinen (HC Davos)
- Prawy obrońca:  Markus Nordlund (Servette Genewa)
- Lewoskrzydłowy:  Kaspars Daugaviņš (Servette Genewa)
- Środkowy:  Matthew Lombardi (Servette Genewa)
- Prawoskrzydłowy:  Aleksandr Radułow (CSKA Moskwa)